# شهرستان دماوند
شهرستان دماوند نام یکی از شهرستان‌های استان تهران در ایران است. این شهرستان، منطقه‌ای سرسبز و خرم است که نام اسطوره‌ای کوه دماوند را با خود به همراه دارد. قرار گرفتن منطقه دماوند در محل پیوستن مرزهای سه منطقه پراهمیت کشور در ایران در گذشته (ری، قومس، طبرستان) و اکنون (تهران، مازندران، سمنان) اهمیت این سامان را دو چندان کرده‌است. اعتدال آب و هوا، تنوع آب و هوایی منطقه، هر ساله عده زیادی گردشگر، مسافر و مهاجر را از اطراف به این شهرستان جلب می‌کند. یکی از بهترین و خوش آب و هوا شهر ها در شهرستان دماوند برای گردش و تفریح، شهر دماوند است که در ۴۵ کیلومتری از تهران قرار دارد.

## تقسیمات کشوری
در نخستین تقسیمات کشوری در فاصله سال‌های ۱۳۱۶ تا ۱۳۳۹ استان دوم یعنی مازندران مشتمل  بر شهرستان های قم و کاشان و تهران و سمنان و ساری و گرگان به انضمام شهر کاشان بوده است که در سال ۱۳۴۵ شهرستان های دامغان و سمنان و شاهرود و کاشان بخشی از شهرستان رودسر از استان دوم جدا گردیدند.در سال ۱۳۴۰ طبق تصویب هیئت وزیران فرمانداری کل سمنان مشتمل بر سمنان و شاهرود و بسطام و سنگسر(مهدی شهر) و سرخه و شهمیرزاد و نقاط تابعه آنها با مرکزیت شهر سمنان تشکیل شد. در سال ۱۳۵۵ شمسی طبق تصمیم دولت وقت با الحاق دماوند و فیروزکوه و گرمسار و ورامین، فرمانداری کل سمنان به استان سمنان تبدیل شد. البته بر اساس آخرین تقسیمات کشوری سه شهرستان دماوند و فیروزکوه و ورامین از استان سمنان منتزع و به استان تهران الحاق گردید. بنابر آخرین تقسیمات کشوری، این شهرستان به ۲ بخش به نام‌های بخش مرکزی و بخش رودهن به مرکزیت شهر دماوند تقسیم می‌گردد. این دو بخش در مجموع شامل ۵ دهستان، ۵ شهر و ۱۱۱ روستا می‌باشند.
- بخش مرکزی شهرستان دماوند
  - دهستان ابرشیوه
  - دهستان تاررود
  - دهستان جمع‌آبرود

شهرها: دماوند، کیلان و آبسرد
- بخش رودهن
  - دهستان آبعلی
  - دهستان مهرآباد

شهرها: رودهن و آبعلی

## پیشینه
دماوند یکی از کهن‌ترین مناطق و نخستین شهرهای اسطوره‌ای تاریخ ایران است به صورتی که بنای آن هم‌زمان با اصطخر فارس و بلخ به کیومرث نخستین پادشاه ایران می‌رسد.
طی کاوش‌های اخیر در قلعه عسگر کیلان نشانه حضور انسان و آثاری از دوران سنگ متعلق به ۱۴۰۰۰ قبل از میلاد مسیح در این ناحیه به دست آمده‌است.
این منطقه پس از حمله اعراب به ایران تحت حکومت مستقل مسمغان دماوند قرار گرفت و سرانجام در سال ۱۴۱ هجری به‌طور کامل توسط سپاه اعراب به فرماندهی مهدی پسر منصور خلیفه عباسی فتح و به تابعیت خلافت عباسی درآمد.

## مردم‌شناسی
اکثر قریب به اتفاق مردم مسلمان و مذهب آن‌ها تشیع و اقلیتی از اهل سنت (کردهای دماوند) می‌باشند و مردم شهر دماوند و آبادی‌های شرقی و جنوبی شهرستان دماوند به گویش دماوندیصحبت می کنند و در محلات شمالی شهر دماوند تا سه کیلومتری مرکز شهر همچون دشتبان، دشتک، دشتمزار، چشمه‌علا، مشا، احمدآباد و اوره به زبان مازندرانی  صحبت می‌شود. همچنین روستاهايي كه در مسير گردنه های گدوک و امامزاده هاشم و اطراف آنها واقع شده اند همگی به زبان مازندرانی صحبت می‌کنند. از مسير گدوک : كهنک در منتهی اليه شرقی دماوند، آرو ، روستاهای دشت كوه شامل: يهر، لی پشت، دهنار، مومج و هوير و سيدآباد درپنجاه كيلومتری گدوك و روستاهای جنوبی آن: كلاك، مشهد ويدره و از مسير امامزاده هاشم : دهستان آبعلی شامل: مبارک آباد، آبعلی، قائم محله، سادات محله، كريتون، جورد، وسكاره و ايراء همگی به زبان مازندرانی صحبت می‌کنند. سایر زبان‌ها مانند ترکی و کردی نیز در قسمت‌هایی از شهرستان دماوند رواج دارد.

## طبیعت و گردشگری
در گذشته‌ای دور این شهرستان یکی از مراکز مهم کشاورزی و دامداری بوده‌است با تولیداتی همچون: سیب، گیلاس، آلبالو، گردو، سیب زمینی، خیار، زردآلو و دیگر میوه‌ها و سبزیجات. علاوه بر آن فراورده‌های دامی گوناگونی در این شهرستان تولید می‌شدند. از سال ۱۳۸۴ بخاطر ساخت‌وسازهای گسترده در زمین‌های این شهرستان، کشاورزی و دامداری در این منطقه کاهش یافته‌است. عسل از مهمترین تولیدات این شهرستان است. بسیاری از مردم بومی این شهرستان به شکل حرفه‌ای به تولید عسل اشتغال دارند. به علت وجود گیاهانی همچون آویشن و گَوَن در کوه‌های این شهرستان که خواص دارویی گوناگونی دارند؛ تولید عسل آویشن و عسل گَوَن با خواص دارویی در این شهرستان رواج دارد. متن صفحه.
انواع گونه‌های کمیاب در این شهرستان وجود دارند. جانورانی همچون کل، بز، میش و پلنگ به عنوان عمده‌ترین حیوانات موجود در حیات وحش این شهرستان شناخته می‌شوند. علاوه بر آن پرندگان گوناگونی نظیر زاغ، کبک، تیهو، کبک دری، پرندگان شکاری مانند عقاب طلایی، قرقی، دلیجه در این شهرستان حیات دارند. این درحالی است که گذرگاه قشلاقی پرندگان نایاب شکاری همچون بالابان – شاهین و بحری است. خطراتی همچون احداث معادن در کنار زیستگاه‌های طبیعی و تخریب انسانی این اماکن همچون احداث غیرکارشناسی راه‌ها در این شهرستان از عمده دلایل تهدیدهای زیست‌محیطی است.
از جاذبه‌های توریستی مهم این شهرستان می‌توان به چشمه اعلاء، برج شبلی، مسجد جامع، مسجد جامع کیلان، پیست اسکی و چشمه آبعلی، دریاچه تار و هویر، غار رودافشان، آبشار تیزاب، امامزادگان، ولیران، کوه‌ها، روستاهای اطراف و… اشاره کرد.